# Église Saint-Martin de Canteleu
L'église Saint-Martin est une église catholique située à Canteleu, en France.

## Localisation
L'église est située à Canteleu, commune du département français de la Seine-Maritime, 4 place du Général-Leclerc.

## Historique
L'église du XVIe siècle et est modifiée au XVIIIe siècle et XIXe siècle,.
La nef et le clocher sont inscrits au titre des monuments historiques par arrêté du 23 juin 1933.
L'édifice subit un incendie en 1971. La toiture est reconstruite « à l'identique » et les vitraux sont restaurés en 1992.

## Description
L'église, à une seule nef, possède un porche gothique flamboyant et des portes d'époque Renaissance.
Les vitraux sont pour la plupart datés du XIXe siècle.
Plusieurs graffiti de navires sont présents dans le clocher.